# 马泰奥·贝蒂
马泰奥·贝蒂（義大利語：Matteo Betti，1985年11月26日—），意大利男子击剑运动员。他曾代表意大利参加2008年、2012年、2016年和2020年夏季残疾人奥林匹克运动会轮椅击剑比赛，获得一枚铜牌。